# 파하드 알무왈라드
파하드 모사아드 알무왈라드(아랍어: فهد مساعد المولد, Fahad Mosa'ed Al-Muwallad, 1994년 9월 14일 ~ )는 알이티하드에서 뛰는 사우디아라비아의 프로 축구선수이다. 그는 16살 때 알이티하드에서 프로 경력을 시작했다. 2011년 7월 31일, 그는 콜롬비아에서 열린 2011 U-20 월드컵에서 사우디아라비아 U-20를 상대로 두 번째 골을 넣었고 16세에 첫 국제 골을 기록했다. 2012년 알이티하드에서 뛰면서 지난 10분 동안 교체 선수로 출전하여 광저우 FC를 상대로 승리 골을 넣었다. 그의 팀과 함께 AFC 챔피언스 리그 준결승 진출 자격을 얻었다. 그는 사우디아라비아와 함께 아시아컵 예선에서 중국을 상대로 우승 골을 넣었다. 또한 가장 주목할만한 점은 사우디아라비아를 2018년 러시아 월드컵에 출전시킨 골을 기록했으며 아시아 선수 중 최고 속도를 자랑하는 것으로 유명하다.

## 어린 시절과 급등
파하드 알무왈라드는 사우디아라비아의 제다에서 태어났으며 아주 어릴 때부터 이 지역의 저명한 축구선수로 유명해졌다. 그는 바르셀로나 스카우트가 그가 많은 훌륭한 공연을 한 것을 본 후 접근했다. 그는 제안을 거부한 후 6세부터 알이티하드 청소년 팀에 합류했다. 15년. 2012년 2월 7일, 16세의 나이에 파하드 알무왈라드는 알라에드를 상대로 프로데뷔를 했다. 사우디 프로리그에서 더 많은 경기를 정기적으로 치른 후, 파하드 알무왈라드는 골 앞에서 화려한 침착함을 보여주면서 그의 빠른 속도와 뛰어난 기술력으로 유명해졌다.

## 국가대표 경력
2018년 5월, 그는 러시아에서 개최되는 2018년 월드컵의 사우디아라비아 예선 팀에 지명되었다. 그러나 월드컵에서의 그의 활약은 그의 무능력과 중요한 순간의 침묵으로 인해 깊은 실망으로 간주되었다. 사우디아라비아는 결국 러시아에 0 - 5, 우루과이에 0 - 1로 패하며 조별 리그에서 추락했다.

## 명예
알 이티하드
- 킹스컵: 2013, 2018
- 크라운 프린스 컵: 2016-17
- 사우디 슈퍼컵 러너 업: 2013, 2018

개인
- 킹컵 오브 챔피언 대부분 유용한 선수: 2013